# Cyphostemma wittei
Cyphostemma wittei är en vinväxtart som först beskrevs av Pierre Staner, och fick sitt nu gällande namn av Wild & R. B. Drumm.. Cyphostemma wittei ingår i släktet Cyphostemma och familjen vinväxter. Inga underarter finns listade i Catalogue of Life.